# Palazzo Comunale (Padova)
Il Palazzo Comunale, arbitrariamente chiamato Palazzo Moroni, è un imponente complesso edilizio composto da edifici "palazzi" di varie epoche tra loro collegati, dove dal XIII secolo trova sede l'amministrazione comunale della città di Padova. Fanno parte del complesso il celebre Palazzo della Ragione, che sino alla fine del XVIII secolo funzionò come tribunale, e la Torre degli Anziani. Durante la denominazione veneta l'insieme degli edifici era chiamato anche Palazzo Pretorio o majoris Palacii.  

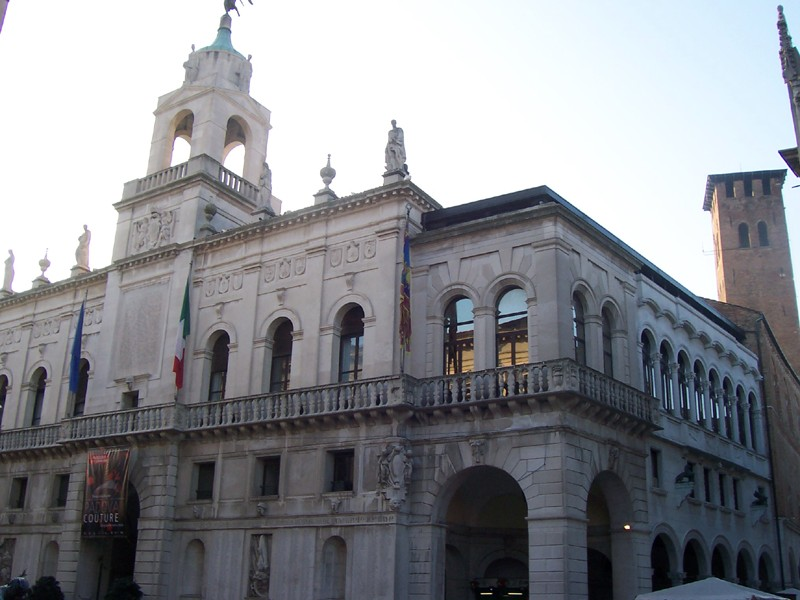
Il Palazzo Comunale dal Liston: lAla Moretti-Scarpari ed il Palazzo degli Anziani con la Torre degli Anziani

## Complesso
Il Palazzo Comunale si compone di edifici diversi per epoca di costruzione e per originale destinazione:
- Il Palazzo della Ragione, costruito nel XIII secolo.
- Il Palazzo del Consiglio, costruito nel XIII secolo su preesistenze.
- La Torre Bianca degli Anziani, dal 1215 torre civica.
- Il Palazzo degli Anziani il Vicariato, eretto alla fine del XIII secolo sul luogo del palazzo di Tiso VI da Camposampiero.
- Il Volto della Corda, collegamento aereo tra il Palazzo della Ragione e gli altri edifici, costruito nel XIV secolo.
- Il Palazzo del Podestà, eretto nel XIII secolo e ricostruito nel '500 su progetto di Andrea Moroni.
- L'Ala Moretti-Scarpari, costruita negli anni '20 e '30 del Novecento sul luogo della chiesa di San Martino.
- Il Palazzo delle Debite edificio che ospitava le prigioni, ricostruito nell'Ottocento da Camillo Boito, ora proprietà Inps.

Il complesso si estende tra le piazze delle Erbe e della Frutta, per l'antica via del Sale (ora Oberdan) e dal Liston, via VIII Febbraio.

## Contesto storico

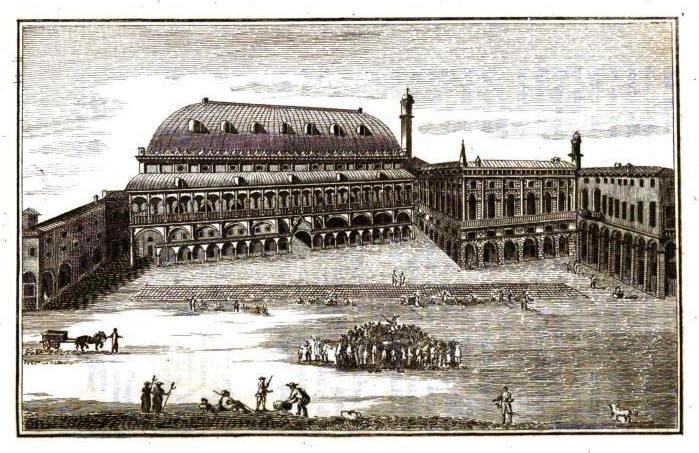
Il Palazzo della Ragione e il Palazzo del Podestà nel Settecento

L'amministrazione civica è presente in questi luoghi sin dal XII secolo, profondamente legata alla loro antichissima propensione commerciale. Il Podestà, il Consiglio Maggiore (che sostituì quello più antico dell'Arengo), il Consiglio Minore, il Consiglio degli Anziani, i notai "la Cancelleria" organi dell'amministrazione medievale poi riformati in età veneziana con l'aggiunta della figura del Capitanio (questo esercitava potere militare e fiscale) che trovò sede nelle strutture della Reggia Carrarese. Con la caduta della Repubblica Veneta il consiglio si fece unico, occupato da esponenti dell'alta borghesia padovana. Il ruolo di podestà ricoperto per la prima volta da uomini della città. Dopo l'annessione italiana, l'amministrazione si adeguò alla normativa del regno.

## Palazzo della Ragione
La grande costruzione fu eretta a partire dal 1218 per ospitare i tribunali cittadini, accanto agli edifici dove trovava sede l'amministrazione civica, posti a levante rispetto al palazzo. Elevato sul gusto romanico, venne ampliato a partire dal 1306 da fra' Giovanni degli Eremitani coprendolo con una volta a carena di nave rovesciata e ampliandolo verso le piazze con due ariose logge gemelle, che andassero a coprire il mercato: il palazzo fu pensato anche per dare copertura alle botteghe. La costruzione fu colpita da un incendio nel 1420 e scoperchiata da un turbine nel 1757. La grande sala superiore, ("salone"), funzionò come sede giudiziaria sino al 1797.
L'interno è coperto da un grandioso ciclo di affreschi di carattere astrologico (XIV secolo - XV secolo), in origine partecipò alla decorazione Giotto di Bondone. 
L'immenso spazio (una delle più grandi sale pensili del mondo) è utilizzato per cerimonie di carattere pubblico e adibito a spazio espositivo. Il Palazzo della Ragione è uno dei più rappresentativi edifici dell'Europa medievale.

## Palazzo del Consiglio

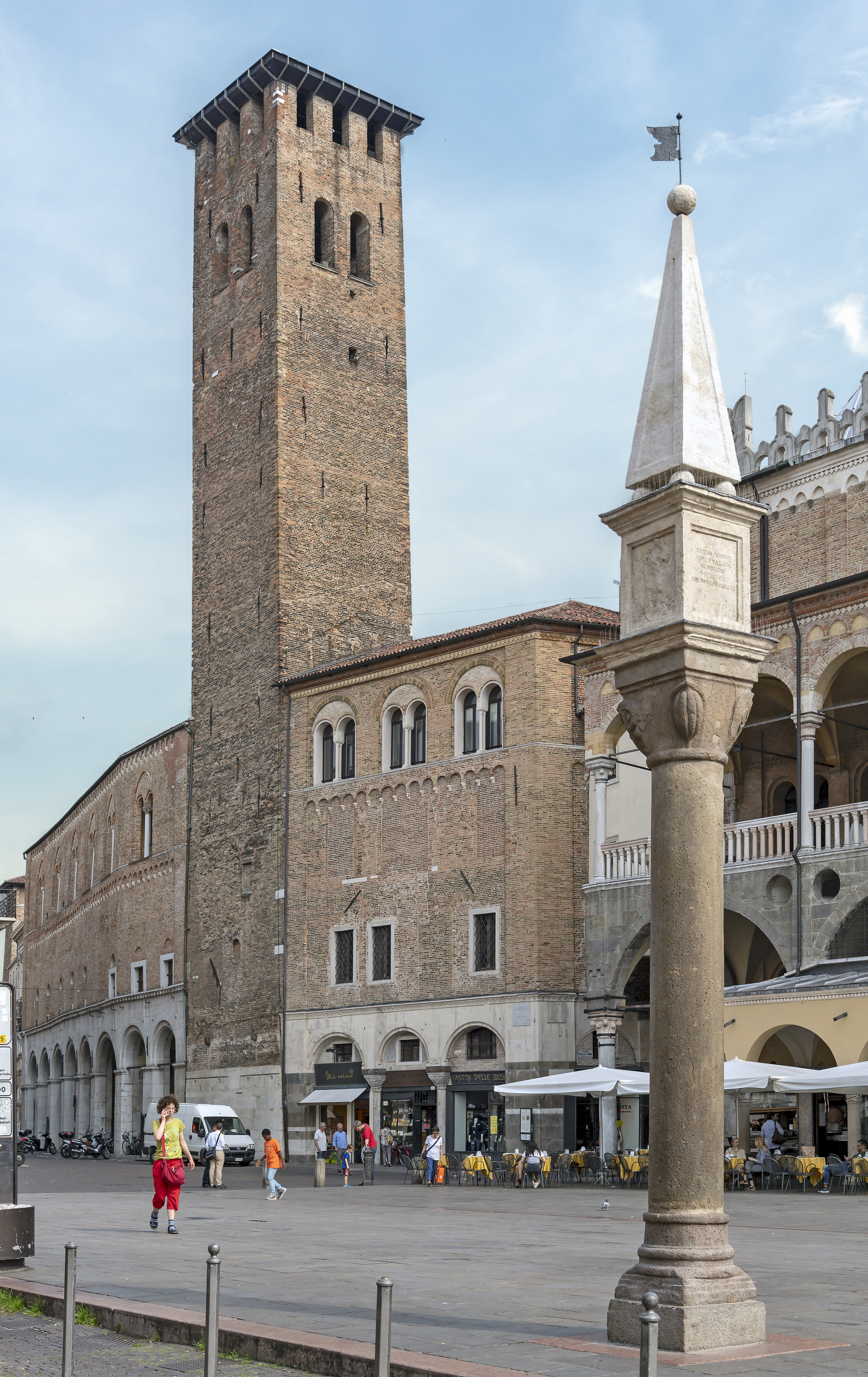
La Torre degli Anziani e il Palazzo del Consiglio

### Storia
La costruzione ha origine nell'XI secolo o nel successivo, forse parte di un palazzo dei Da Camposampiero che divenne sede del Consiglio "generale" della città che trovava spazio nella sala nel secondo piano. Si ergeva tra la Torre Bianca e la Torre Rossa, quest'ultima fu mozzata durante la costruzione del passaggio aereo che andò a collegare l'edificio al Palazzo della Ragione. Deve il suo attuale aspetto al podestà fiorentino Fantone de' Rossi che incaricò della ricostruzione dell'edificio (1285) l'architetto monselicense Leonardo Zise "Bocalega" (il suo nome ancora si legge nell'angolo esterno dell'edificio). In seguito l'edificio ospitò la Cancelleria pretoria. Per un periodo uno stretto locale al pian terreno, voltato a botte, accanto alla Torre Rossa, fu utilizzato come prigione per i debitori: il luogo era chiamato Basta nome che trae origine dalle esclamazioni dei detenuti che vi erano rinchiusi. 
Dopo ampliamenti e rimaneggiamenti, il palazzo è stato ripristinato agli inizi del XX secolo, colla demolizione di un piano aggiunto nel '600 e la riapertura delle bifore.

### Descrizione

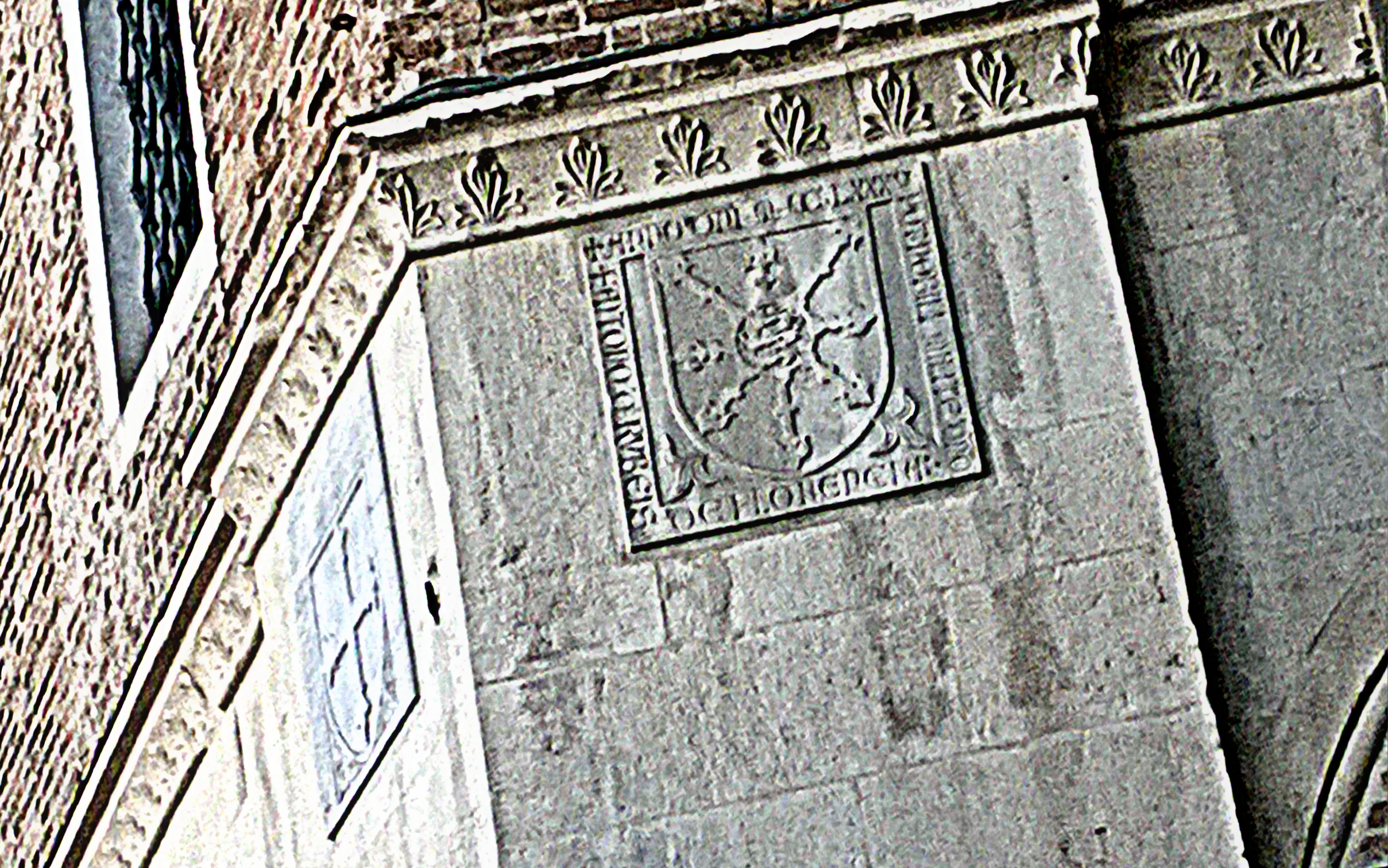
Lo stemma del Podestà Fantone de' Rossi

L'edificio si innalza su un elegante loggiato giocato sulla trachite e la pietra bianca, sorretto da colonne in marmo del Proconneso terminanti in due splendidi capitelli di età carolingia; è pure decorato dagli stemmi della città di Padova e del podestà Fantone de' Rossi. Il loggiato fu occupato da botteghe nel 1772. Sopra si elevano due piani in cotto - appena mossi da lesene -: l'ultimo è aperto da tre bifore con ghiere decorate a rombi. Le bifore poggiano su una cornice decorata da archetti pensili. Una cornice in cotto a rombi e da un'altra, a torciglione coronano il palazzo.

### Anticaspezieria"Ai due catini d'oro"
Tra i negozi aperti sotto il loggiato trova spazio la drogheria all'insegna "Ai due catini d'oro" (piazza dei Frutti, 46): è una delle botteghe attive più antiche della città. Fu aperta nel corso del Settecento come spezieria, nel 1775 apparteneva ad un certo Giuseppe Mangilli. Assorbita dai fratelli Brunone e Giovanni Dal Zio nel 1877 è passata all'attuale gestione nel 1969. All'interno si conserva la vecchia insegna, ovvero una bilancia con due catini d'oro. L'attuale disposizione - ossia la vetrina e gli scaffali - risale al 1841.

## Torre degli Anziani
La torre (XI secolo-XII secolo) fu ceduta alla città da Tiso VI da Camposampiero nel 1215. Fu sopraelevata nel 1295 per accogliere un campanone portato in città come bottino di guerra. Coperta da una guglia gotica, venne questa sostituita da una lanterna nel Seicento. Questa fu demolita nel 1941 secondo le indicazioni di Ferdinando Forlati. Sulla sommità è ospitato l'attuale campanone (La2, 3336 kg) rifusione del 1895 del precedente, spezzatosi più volte nel corso del '700.

## Palazzo degli Anziani

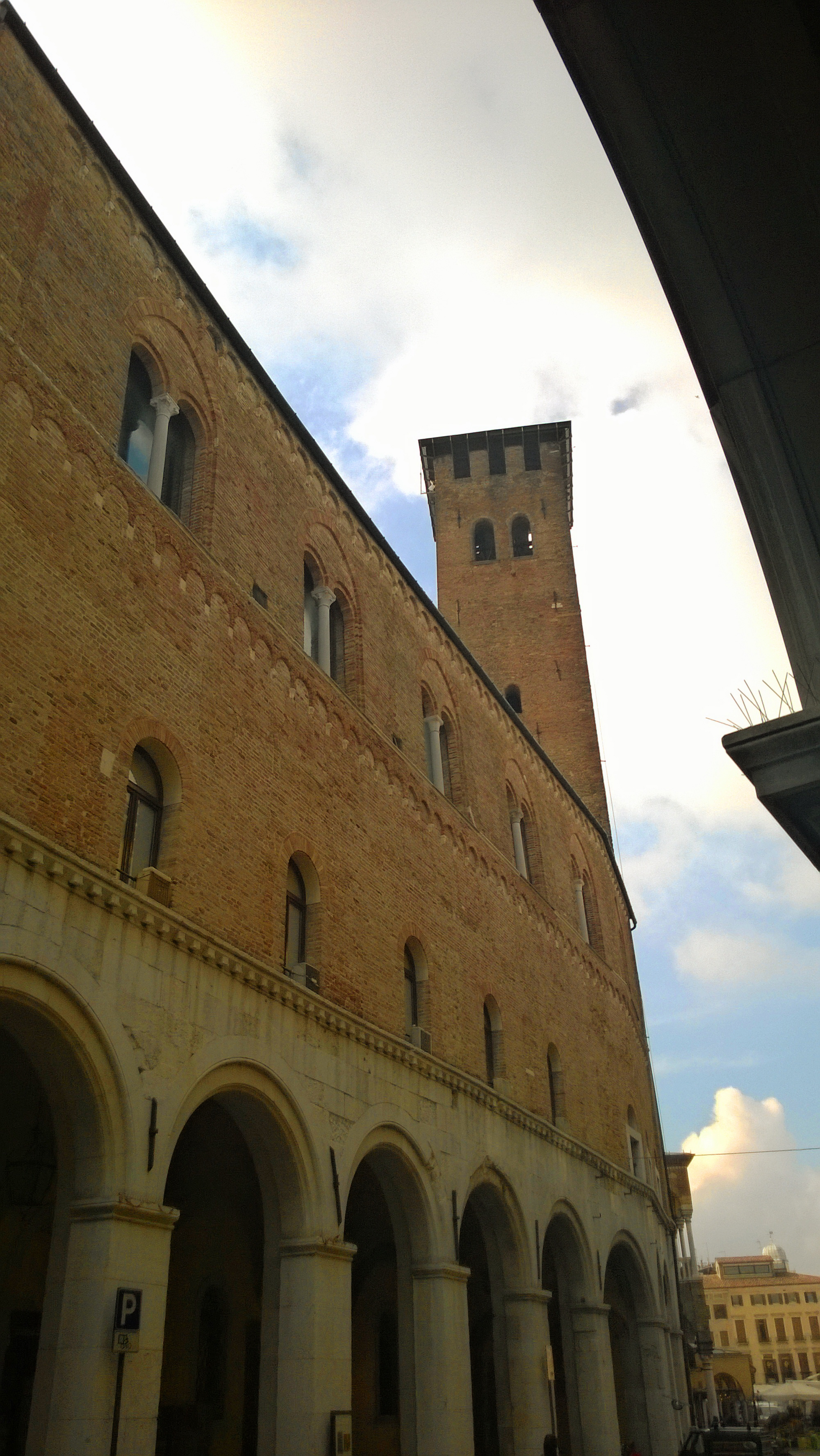
Il Palazzo degli Anziani

### Storia
In origine il palazzo era di proprietà di Tiso VI da Camposampiero, che lo cedette al comune agli inizi del '200. Nel 1285 il podestà Guglielmo Malaspina degli Obizzi ne commissionò il restauro e l'ampliamento. Al secondo piano fu aperta la grande sala dove andava a riunirsi il Consiglio degli Anziani - organo rappresentativo delle arti e delle fraglie cittadine - da cui il nome dell'edificio. Sotto il loggiato trovavano riparo i rivenditori del sale (dai cui trasse il nome la contrada) ma anche gli uffici dei gabelieri e dei dazieri. Dopo la soppressione del Consiglio in età veneziana la costruzione fu occupata dalla sede del Vicario, del Cancelliere del connestabile e delle rispettive famiglie, fu chiamata quindi "il Vicariato".
Il 13 maggio 1387 fu colpito da un incendio: sali il detto fuoco nel palazo degli Anziani dil comun di Padoa e quello tutto bruxò di sotto e di sovra, e gran parte ancora bruxò dil palazo dil podestà (Galeazzo e Andrea Gattari, Cronaca Carrarese)
Nel 1526, durante il governo del Podestà Sebastiano Giustiniani e del Capitanio Girolamo Loredan il palazzo venne ampliato verso meridione e suddiviso da nuovi piani, che comportarono l'apertura di nuove finestre e della chiusura delle bifore.
Nel 1939 il Palazzo degli Anziani fu ripristinato nelle sue forme architettoniche originali secondo le indicazioni della Regia Soprintendenza dell'arte medievale e moderna. 

### Descrizione
L'edificio sorge su una elegante loggia costruita in pietra bianca. Tra le arcate, asimmetriche, incisioni a bassorilievo dello stemma della città intervallato a quello del podestà Guglielmo Malaspina degli Obizzi. Una cornice a foglie d'acanto divide la loggia dalla solida costruzione in cotto che la sovrasta: un ordine di monofore del "mezzanino" precede le grandi bifore del secondo piano. La facciata e mossa da decorazioni in cotto e da arcatelle cieche sorrette da mensoline in pietra bianca che restituiscono un interessante movimento cromatico tra il rosso e il bianco, colori della città.
Sotto il loggiato sulla parete verso ponente e posta la grande lapide in pietra tenera che reca gli stemmi del Podestà Sebastiano Giustiniani e del Capitano Girolamo Loredan. Sotto le volte sono appesi pure gli stemmi di Vincenzo delle Chiavi, assessore civico agli inizi del Settecento, e della famiglia Casalini che ebbe molti membri vicari del podestà.

## Volto della Corda
Il Volto della Corda è un passaggio aereo costruito agli inizi del XIV secolo a collegamento tra il Palazzo della Ragione e gli altri complessi comunali. La sua costruzione comportò la demolizione di parte della Torre Rossa, già danneggiata da un terremoto il 25 gennaio 1348. Il passaggio si eleva su una grande arcata costruita in cotto e pietra che si appoggia a ponente al Palazzo della Ragione, a levante al Palazzo del Consiglio, alla mozzata Torre Rossa - che corrisponde alla base coperta di intonaco rossastro - e al Palazzo del Podestà. Il passaggio sembrerebbe trarre il nome dal supplizio "della corda" che qui veniva eseguito verso ladri e malfattori; la zona fu nel medioevo teatro di esecuzioni capitali: dalla Torre Rossa pendeva una gabbia dove erano rinchiusi i colpevoli di atroci delitti. Sopra l'arcata si innalza un edificio di due piani un tempo occupato da uffici ed archivi; verso Piazza delle Erbe è nobilitato da una finestra balconata del XVI secolo. Sotto l'arcata, verso Piazza della Frutta si trova il celebre Canton dee busie ("l'angolo delle bugie"), dove un tempo i commercianti che tenevano incontri e scambi non onesti potevano essere smascherati dalle misure padovane (tra cui staio, brazzo, coppo) scolpite e ancora visibili sulla parasta d'angolo del Palazzo della Ragione.

## Palazzo del Podestà

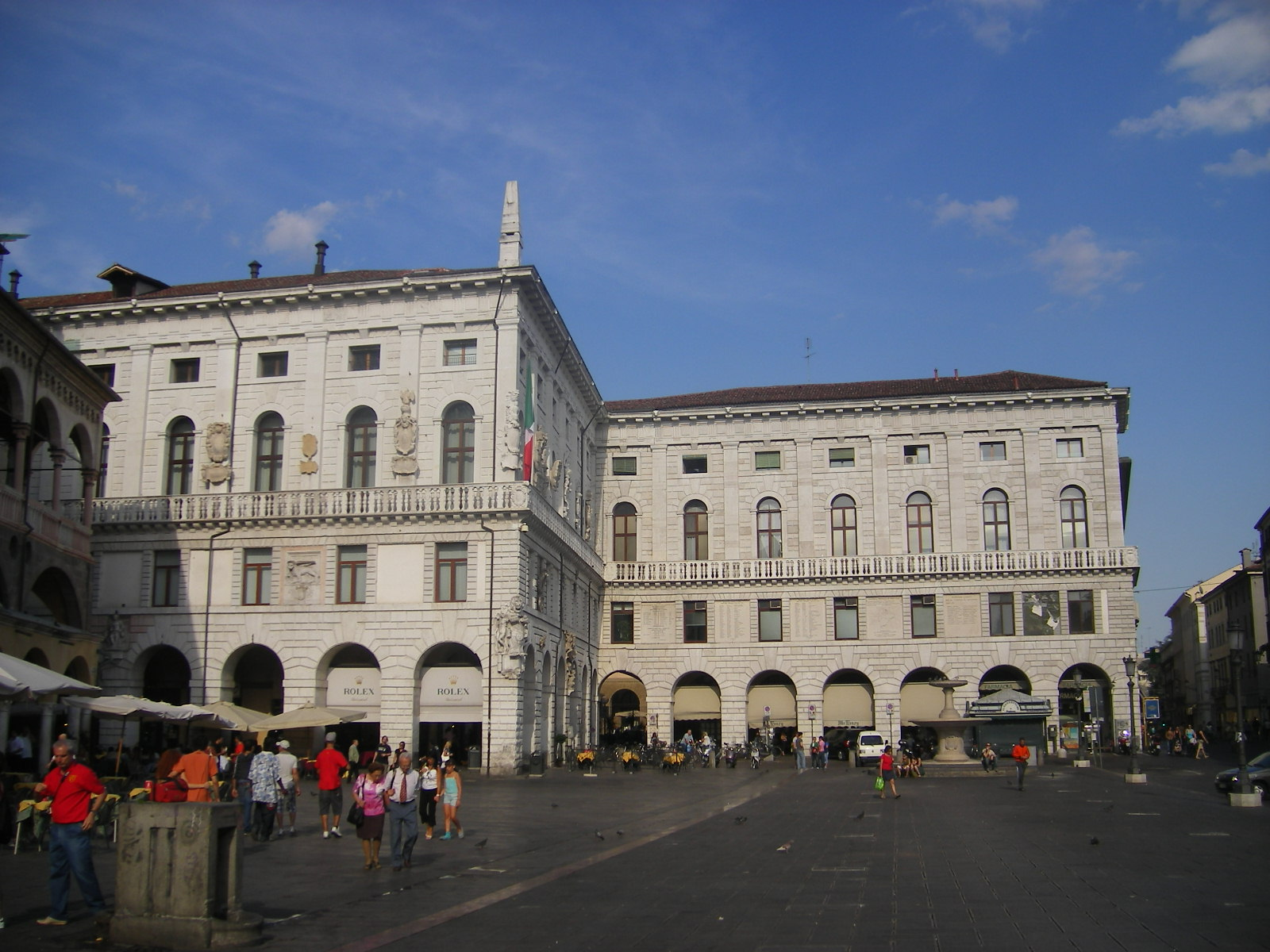
Il Palazzo del Podestà, a destra il completamento novecentesco

### Storia
L'edificio sorse nel XIII secolo come residenza di rappresentanza dei podestà cittadini. L'antico edificio medievale, danneggiato nel corso dei secoli da numerosi incendi (tra cui quello del 13 maggio 1387), era caratterizzato da una ricca loggia in pietra bianca, quasi completamente perduta nella ricostruzione del palazzo attuata su progetto e direzione di Andrea Moroni a partire dal 1º novembre 1539 durante il mandato del Podestà Marcantonio Contarini. La monumentale costruzione, innalzata secondo i modi particolarissimi dell'architetto bresciano, commistione delle soluzioni romane di Peruzzi e della spiccata classicità del Sammicheli, è una preziosa testimonianza dell'architettura che si sviluppò nel Veneto cinquecentesco in concomitanza agli interventi veneziani di Jacopo Sansovino a Venezia. Le fasi di costruzione perdurarono anche dopo la morte del Moroni avvenuta il 28 aprile 1560, e furono guidate dal capomastro Francesco Lurano. Nel 1553, il Podestà Marcantonio Grimani completò le facciate verso piazza delle Erbe. Nel 1554, sotto il mandato del Podestà Stefano Trevisan, venne completata la Sala delle Udienze (Sala della Giunta). Il cortile pensile fu completato sotto il mandato del Podestà Tommaso Morosini entro il 1595. La conclusione del fabbricato, secondo i progetti di Andrea Moroni si ebbe nei primi anni del '600, lasciando incompleta la ricostruzione dell'ala che doveva proseguire sull'area del trecentesco Fondaco delle Biade - costruito nei 1302 su progetto di fra' Giovanni degli Eremitani -, conclusa in stile (in seguito alla demolizione del Fondaco) soltanto nel 1901 su volere del sindaco Vittorio Moschini. La definitiva sistemazione è avvenuta nel 1963 con la costruzione del grande scalone tra il Palazzo del Podestà e il Palazzo degli Anziani verso il cortile del Maleficio, a collegamento tra i vari edifici.

### Descrizione

#### Esterno

##### Facciate verso Piazza delle Erbe

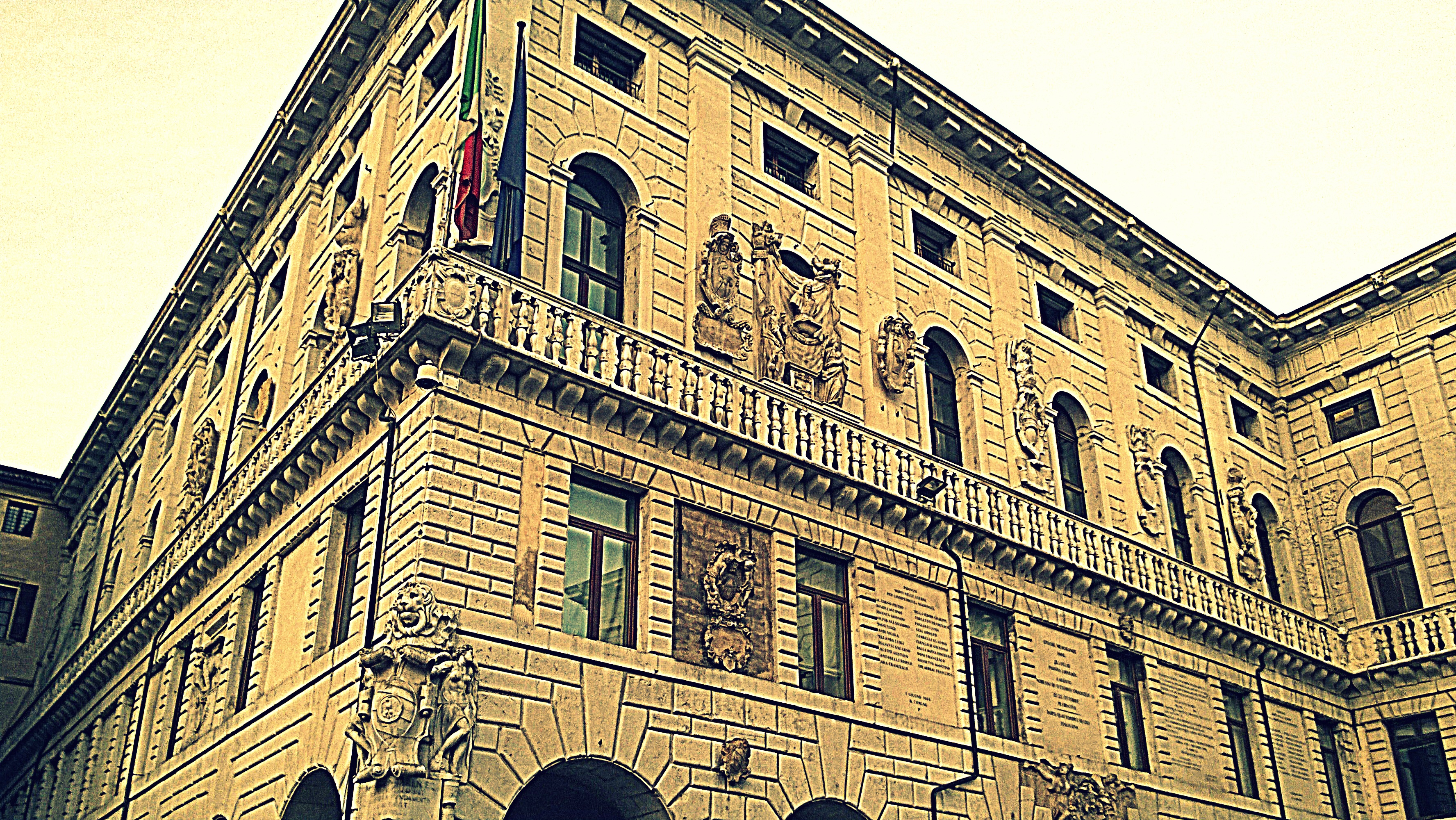
Il Palazzo del Podestà verso Piazza delle Erbe

La straordinaria possenza cinquecentesca del Palazzo del Podestà si mostra spavalda nelle facciate verso Piazza delle Erbe, sebbene concluse - quella dell'ala verso la Chiesa di San Canziano - solo all'inizio del Novecento. La ripresa della tradizionale loggia, già esistente nel precedente palazzo medievale, lo inserisce in maniera garbata nel contesto seppur non privandolo di una solennità tutta manierista. Le profonde arcate elevate con un misuratissimo bugnato, lasciano spazio a storiche botteghe orafe, già presenti nel XIII secolo. Sopra, nella continuità del bugnato, si aprono le finestre del mezzanino. A conclusione della decorazione a bugna sta una superba balconata sorretta da numerose e ritmate mensoline che percorre interamente le tre facciate. Il piano nobile e la tesa è elevata sullo stile dorico e decorata da una meno incisa bugna. Li si apre la finestratura del piano nobile, monofore ampie a tutto sesto e ancora sopra le aperture della tesa decorate da una finissima chiave centrale, che le collega all'imponente cornicione. Spicca sull'angolo l'obelisco del Podestà Nicolò da Ponte. 

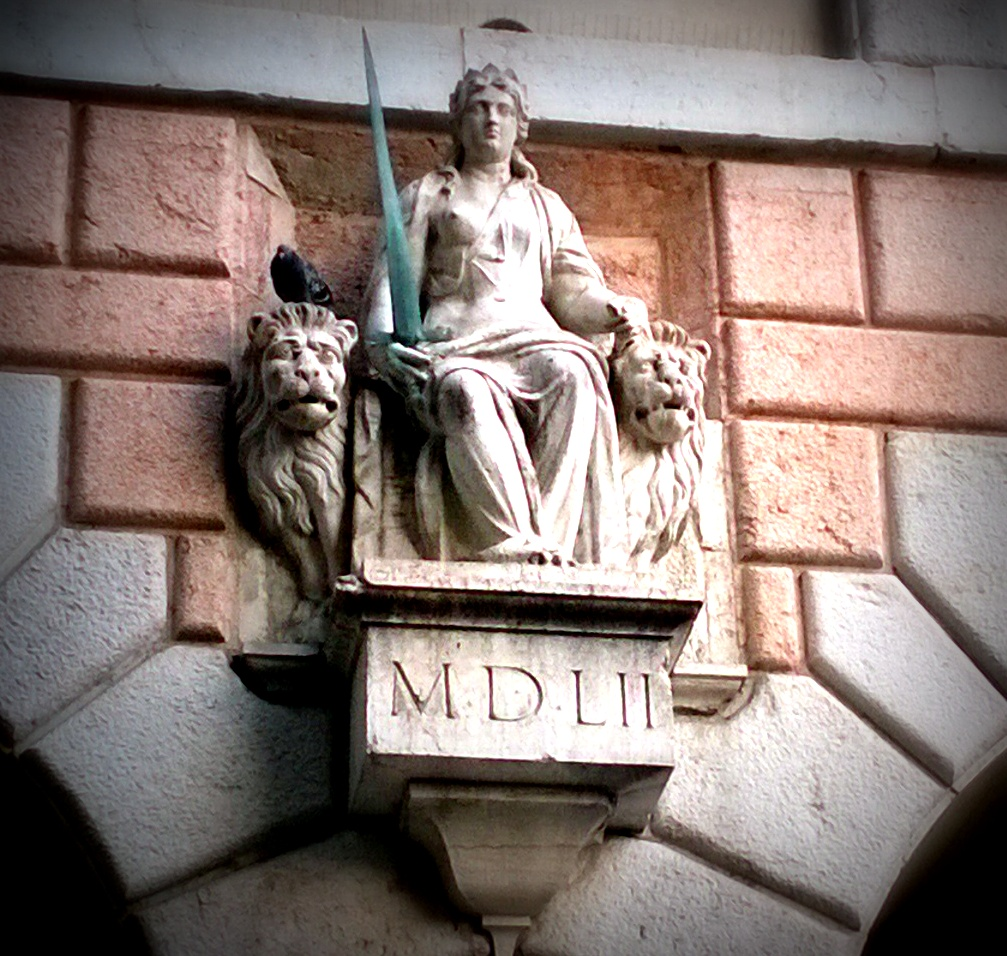
La Giustizia di Tiziano Minio

- La prima facciata verso il Palazzo della Ragione è ingentilita della Statua della Giustizia che impugna spavalda un vero stocco rinascimentale e sta seduta su dei leoni, chiara allusione al dominio di Venezia sulla città. La scultura datata 1552 e una delle ultime opere di Tiziano Minio, inserita tra due arcate della loggia, è circondata da una bugna in marmo rosso di Verona. Poco distante sta la ricostruzione (1993) del leone marciano distrutto dalle truppe francesi nel 1797. Originale è lo scudo inferiore, memoria del Podestà Marcantonio Grimani. Tra le finestre del piano nobile si legge NICOLAUS DE PONTE DOCTOR ET EQUES PRETOR OPT. MDLVIII memoria della conclusione di questa parte del palazzo. A Nicolò da Ponte, podestà poi eletto doge, si deve pure l'erezione dell'obelisco che troneggia sull'angolo del Palazzo e reca alla base l'emblema araldico del committente e le iniziali N•D•P. L'obelisco, alto più di due metri, è stato levato dalla sua sede in seguito alle scosse telluriche del 2012 ed è stato ricollocato il 4 maggio 2015.

La prima arcata verso il Volto della Corda è l'unico residuo dell'antico palazzo medievale: a tutto sesto ed in pietra bianca è riccamente modanato. Lascia presupporre che l'originale costruzione fosse simile al Palazzo del Consiglio e degli Anziani, con loggiato in pietra bianca e strutture sovrastanti in cotto. 
- La seconda facciata è caratterizzata dal monumento seicentesco al Podestà Domenico Gritti che occupa lo spazio di una delle finestre del piano nobile, li collocato nel 1845. Spicca il busto del Podestà circondato da geni e virtù che sorreggono un rigido panneggio marmoreo. Sotto, tra il bugnato della loggia, l'arma del podestà Ermolato Barbaro sorretta da cherubini musicanti. Imponenti gli scudi posti sull'angolo del Palazzo: all'altezza della loggia sta quello del Podestà Marcantonio Contarini, iniziatori dei lavori di ricostruzione dell'edificio. Sopra, sulla balconata quello del Podestà Stefano Trevisan che concluse la costruzione della Sala delle Udienze. Altri scudi decorano la facciata, tra cui quello di Marcantonio Caimo legista e consigliere dello Studio, quello barocco del Podestà Angelo Correr e quello inciso sulla bugna del Podestà Marino Cavalli. Tra le finestre del mezzanino corrono i nomi dei caduti per le guerre d'Indipendenza e la memoria dei risultati del Plebiscito del 1866 e ancora i nomi dei padovani che parteciparono all'impresa dei Mille.La seconda facciata del Palazzo del Podesta: il monumento al Podestà Domenico Gritti e gli stemmi

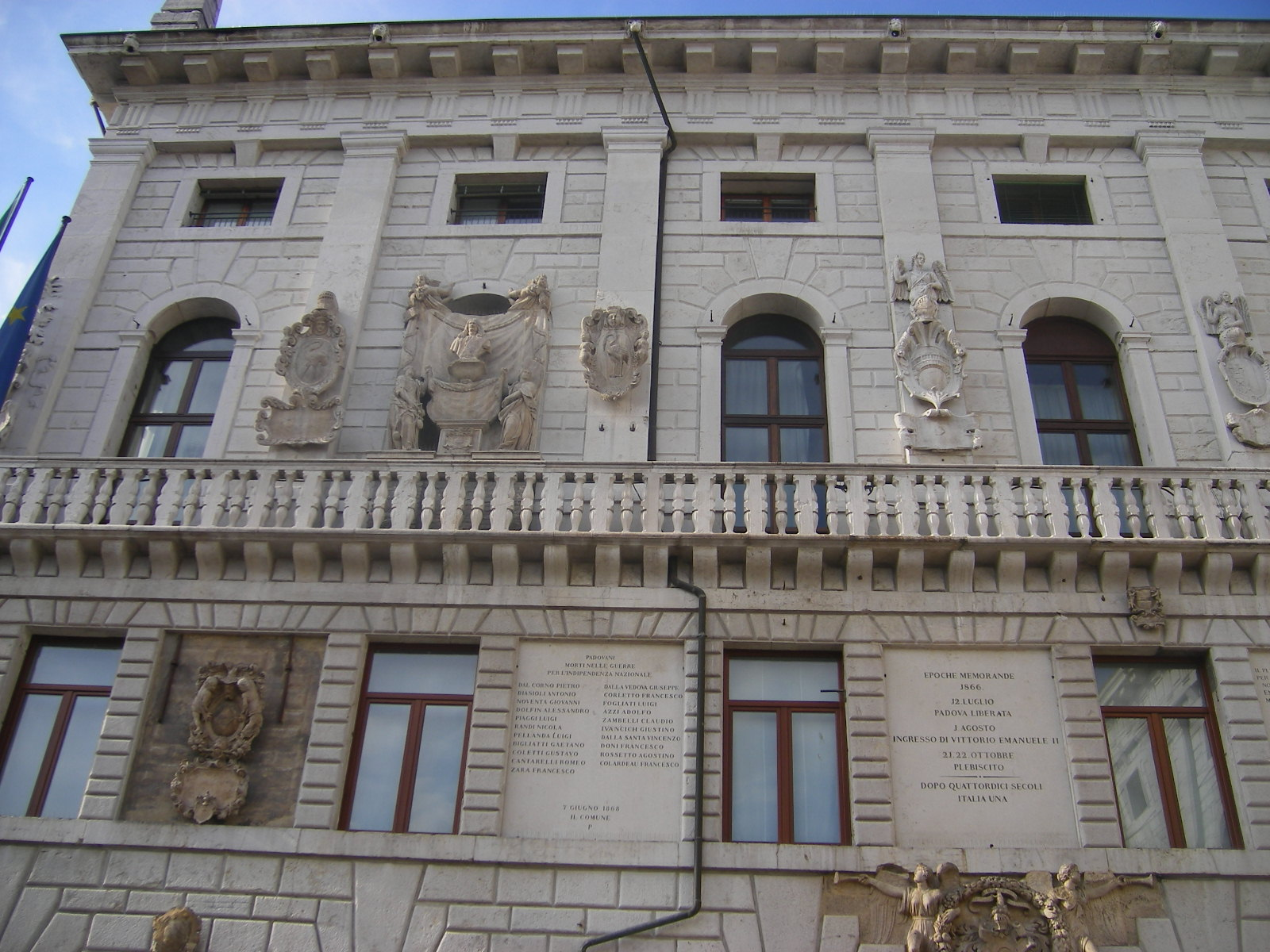
La seconda facciata del Palazzo del Podesta: il monumento al Podestà Domenico Gritti e gli stemmi

- La terza facciata del 1904 detta anche "ala Moschini" reca le memorie delle guerre d'Africa e d'Abissinia, le memorie delle incursioni belliche subite dalla città nella Prima Guerra Mondiale e l'elenco delle colonie dell'Impero italico. Verso San Canziano una lapide ricorda le duecentomila vittime della guerra di Russia.

##### Facciata verso il Bo'
La facciata a levante ha perso imponenza a causa degli interventi edilizi degli ultimi due secoli e corrispondeva a l'ingresso carraio del palazzo, assicurato da una porta rinascimentale (demolita agli inizi del Novecento) che si apriva su una muraglia che andava a collegarsi alla Chiesa di San Martino e al Palazzo degli Anziani. L'ingegno di Andrea Moroni portò ad una pratica soluzione nella ricostruzione dell'edificio medievale: chi sarebbe entrato con carrozze o cavalli sarebbe stato accolto immediatamente dal personale del Palazzo - che avrebbe sistemato cavalcature e mezzi nelle Stalle del Podestà al piano terreno - proseguendo sulle scale sarebbe subito giunto al fulcro del palazzo, ovvero il Cortile Pensile.
La facciata si eleva su un loggiato bugnato in pietra di Vicenza che dava accesso alle Stalle del Podestà. Ai lati, due scaloni monumentali coperti conducono alla loggia superiore e al cortile pensile. Tutto è ritmato da quattro paraste elevate sull'ordine gigante. 
Ai piedi della scala di destra è stata collocata la Statua della Vecchia Padova, un lavoro di stampo allegorico di Giovan Battista Albanese e raffigurante una solenne e trionfante anziana (Padova), coronata dalle cerchie di mura che la circondano. Sino al 1872 la statua era collocata sull'edicola monumentale che decorava il Volto delle Debite.

##### Cortile Pensile

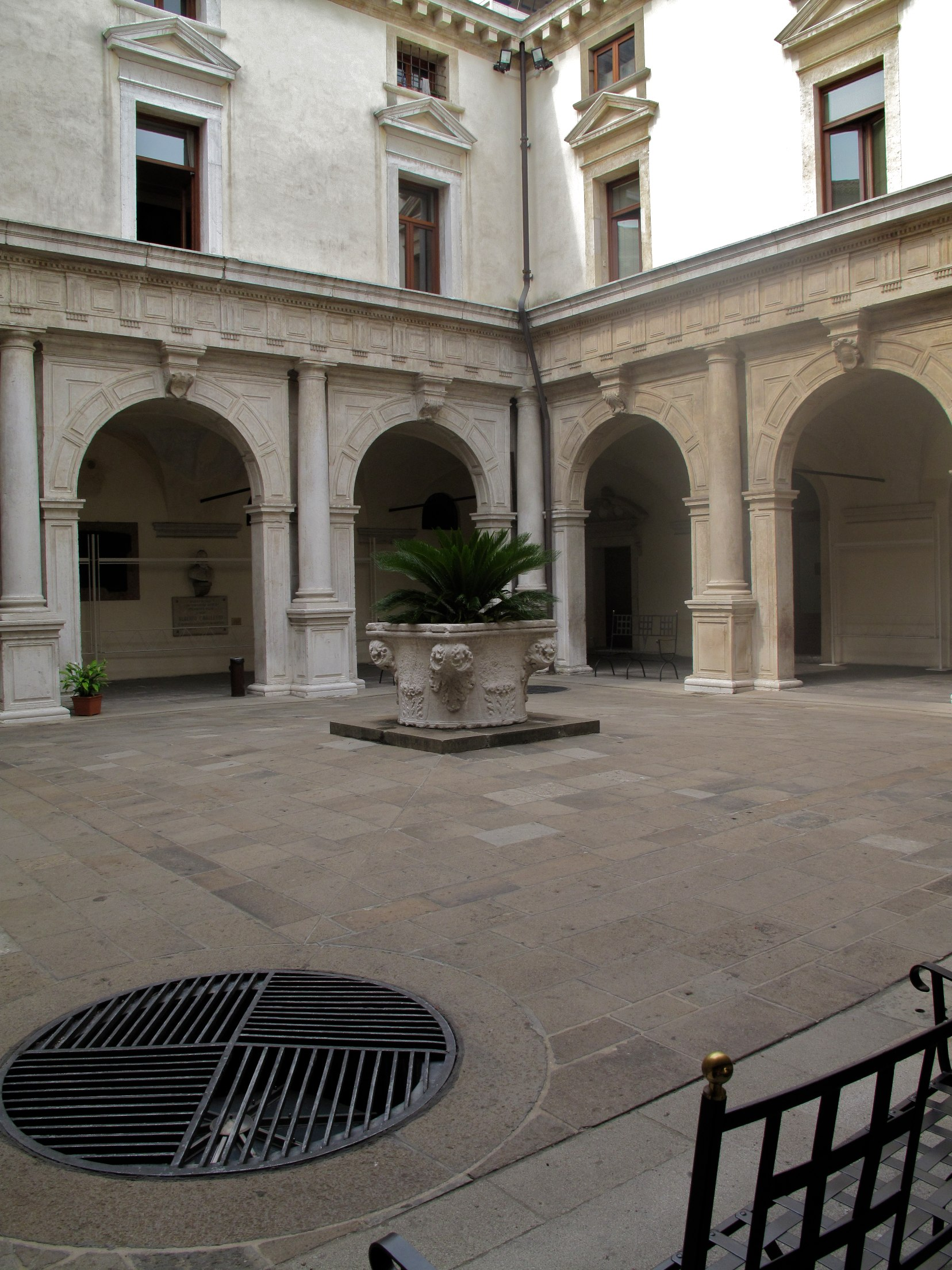
Il cortile pensile con la vera da pozzo tardogotica

Il cortile pensile a pianta quadrata fu concluso probabilmente durante la reggenza del Podestà Tomaso Morosini nell'ultimo decennio del Cinquecento. Lo spazio è contornato da un elegantissimo loggiato marmoreo elevato sullo stile tuscanico. Straordinario l'effetto chiaroscurale raggiunto isolando le colonne a tutto tondo dal retrostante pilastro. Sopra, si susseguono le finestre del piano nobile, coronate da timpani, e poi ancora bocche di lupo che illuminano la tesa e il cornicione a mensoline. 
Al centro del lastricato cinquecentesco una bella vera da pozzo tardogotica, quattrocentesca; i leoni marciani furono abrasi durante l'occupazione francese. 
Sotto le arcate si susseguono monumenti ai vari personaggi che legarono il loro nome alla città: il Cardinale Pietro de Silvestri (che donò alla città la casa di Francesco Petrarca ad Arquà), Andrea Meneghini, Gino Cittadella Vigodarzere, Francesco de Lazara, Carlo Tivaroni, Ferdinando Coletti, Carlo Cerato, Emilio Morpurgo, Alberto Cavalletto.

#### Interno

##### Piano nobile
Da cortile del Maleficio ai piedi della Torre degli Anziani, salita l'ultima rampa di scale, si accede a uno scalone voltato decorato da lacunari e stucchi (XVI secolo) che apre nell'ampia Sala Maggiore (ora detta Sala del Consiglio un tempo detta pure Sala Verde) a pianta rettangolare, al piano nobile. I due bei portali che si aprono dirimpetto l'uno all'altro (1541, 1551): elevati sull'ordine dorico, recano gli stemmi della città, tra cui quello utilizzato nella prima età comunale (XII secolo) raffigurante un verde drago rampante in campo bianco. Le pareti sono mosse da paraste e porte pure cinquecentesche. Degli affreschi manieristi si alternano agli imponenti mensoloni che reggono un soffitto ligneo cassettonato. La sala è ingentilita da otto ritratti databili alla metà del Seicento raffiguranti Cesari e Cesaresse (in senso orario Flavia Domicilla Vespasiani X, Titus Vespasianus XI, Ottavianus Augustus II, Claudius Caesar, Flavius Domitianus XII, D. Claudius Caesar V, Aelia Petina Claud Uxor V, Iulius Caesar I). Verso ponente si aprono le finestre rivolte verso Piazza delle Erbe. La sala è pavimentata con l'originale terrazzo veneziano. Accanto alla sala si apre la preziosa Cappella del Collegio dei Nodari dedicata a San Giovanni Battista, che era ad uso dei Notai che vi tenevano capitolo, del personale del palazzo e dal Podestà e dalla sua famiglia. Era officiata dal clero appartenente alla parrocchia della Chiesa di San Martino. Completata nel 1551 durante il mandato del Podestà Stefano Tiepolo, l'aula è decorata ad affresco da Domenico Campagnola - a cui appartiene la bella pala d'altare raffigurante la Vergine in trono e santi (impreziosita da elaborata cornice manierista) - e da Pietro Damini, quest'ultimo su commissione del Podestà Giovanbattista Nani del Sesano tra il 1618 e il 1619. Alle pareti, tra festoni e prospettive le storie del Battista. La cappella è occupata dall'ufficio stampa del comune. Seguono altre sale, tra cui quella utilizzate per le conferenze stampa, decorate da affreschi di Gasparo Giona e Ludovico Pozzoserrato.
Dal portale cinquecentesco della Sala Maggiore si accede alla Sala delle Udienze del Podestà, poi Sala della Giunta: a pianta rettangolare gode di una splendida veduta su Piazza delle Erbe e sulle cupole della Cattedrale. Le semplici pareti decorate da marmorino concludono nel complessa travatura alla Sansovino. La grande tela sulla parete meridionale raffigura Sant'Antonio benedice il territorio patavino, opera seicentesca che raffigura con precisione gli stemmi delle sedi delle Vicarie e Podestarie padovane in età veneziana. Si susseguono poi i ritratti dei sindaci della città dai tempi dell'occupazione austriaca (1807) a oggi. Il pavimento ligneo è opera di Antonio Piccinini del 1670. Nella sala si trova prezioso mobilio dei secoli XVI, XVII e XIX. Segue una saletta caratterizzata da una grande tabella dove è riporta la Cronotassi dei Podestà, Rettori, Capitani e Assessori dal 1175 al 1866. Vicina sta pure l'anticamera del Gabinetto del Sindaco, dominata il dipinto votivo (1597) che raffigura il Podestà Federico Renier presentato alla Vergine da san Marco e dai santi Antonio e Giustina. Di Jacopo Tintoretto sono invece le otto tele a soggetto mitologico (1543-1544) lascito della contessa Giulia Giusti del Giardino. Bisogna precisare che molte tele che un tempo adornavano le più importanti camere del palazzo, anche di grandi dimensioni, ora si trovano esposte ai Musei Civici agli Eremitani.

##### Mezzanino
Dal cortile pensile, al primo piano, si accede alle sale dell'antico mezzanino ora dedicate a "Giulio Bresciani Alvarez" e "Livio Paladin" recano bei soffitti a padiglioni e decorazioni a grottesca del XVI secolo, ampiamente rifatte nell'Ottocento. Nella Sala "Livio Paladin" è esposto il prezioso telero di Pietro Damini raffigurante una consegna di reggimento avvenuta in Piazza dei Signori (forse quella tra Massimo e Silvestro Valier avvenuta nel 1619 o quella tra Zaccaria Valier e Lorenzo Foscarini svoltasi l'8 dicembre 1629). Il telero, uno dei più bei lavori del Damini, era un tempo posto al Palazzo del Capitanio.

## Ala Moretti-Scarpari

### Storia

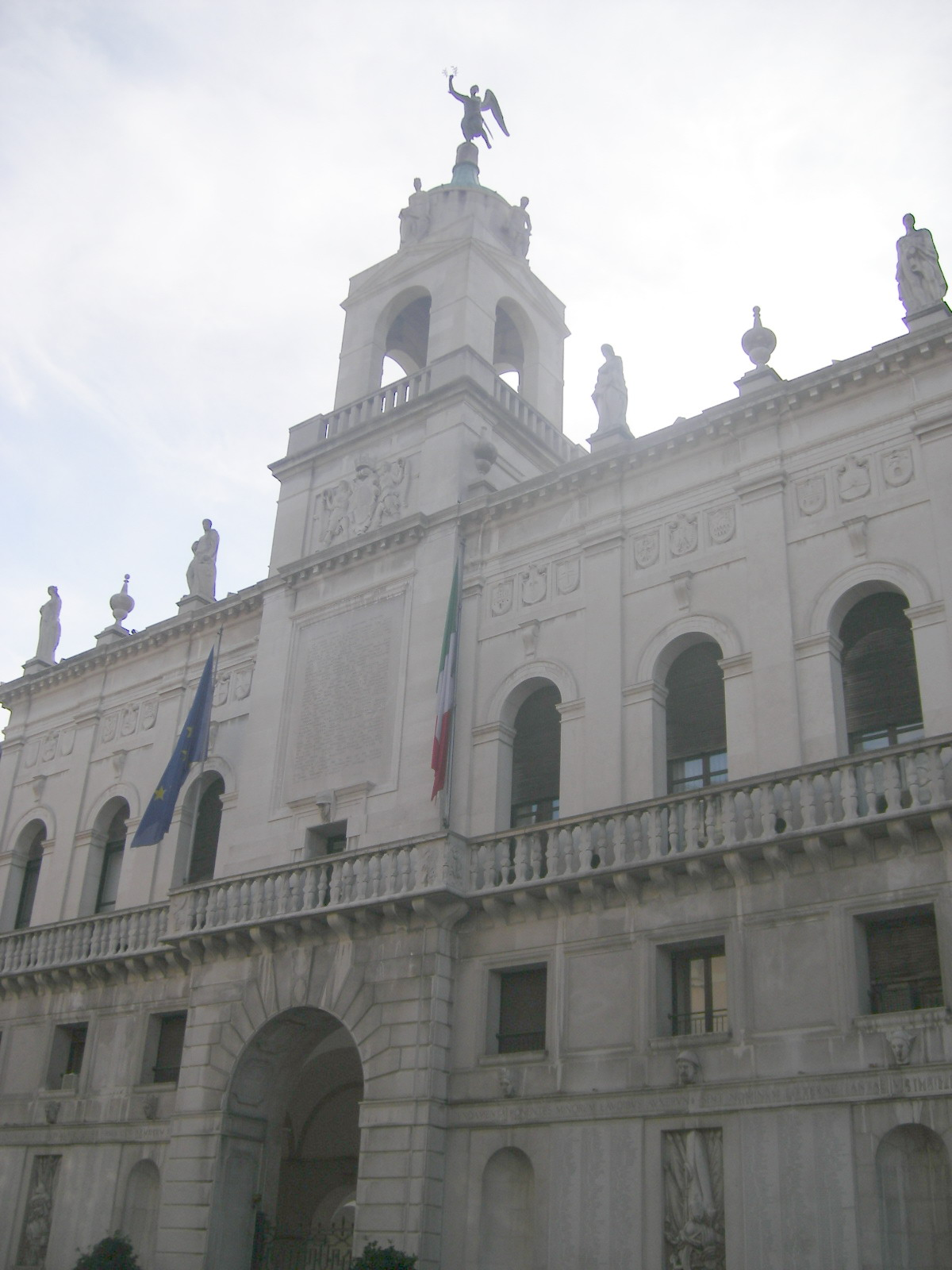
L'ala Moretti-Scarpari su via VIII Febbraio

Quest'ala del palazzo affacciata verso via VIII Febbraio venne costruita a partire dal 4 novembre 1919 come ingresso solenne al municipio e memoriale dei caduti della Grande Guerra. Il cantiere si aprì il 4 novembre del 1922 quando si posò la prima pietra alla presenza del generale Armando Diaz, dopo che si era proceduto alla demolizione delle palazzine ottocentesche in stile classico già sorte sopra la Chiesa di San Martino e sulla "muraglia" medievale che cingeva la "corte" dei palazzi pubblici. Il progetto dell'opera fu affidato - dopo un seguitissimo concorso - all'architetto Romeo Moretti e all'ingegnere Giambattista Scarpari. Questi progettarono un edificio in pietra nebresina chiara che vide fondersi lo stile della cultura accademica e il gusto eclettico riprendendo alcuni elementi cinquecenteschi del Palazzo del Podestà, come la balaustra della balconata. Tutto il progetto per la nuova ala ruotò intorno al torricino posta sopra il portale d'ingresso, ispirata alla Torre dell'Orologio. Alla decorazione concorsero i più importanti scultori attivi all'epoca in area veneta, come Servilio Rizzato, Luigi Strazzabosco, Gaetano Samoggia. La costruzione si concluse nel 1932, con l'erezione del collegamento in stile pseudo rinascimentale tra la nuova ala e quella del Palazzo degli Anziani. Dopo la guerra si eliminarono tutte le decorazioni richiamanti il fascio littorio.

### Descrizione
Sopra la cupola del torricino sta la bella vittoria alata in bronzo, uno dei migliori lavori di Gaetano Samoggia. Entro la cella sta la campana settecentesca già posta nella Torre degli Anziani. Sotto, l'imponente stemma della città e il "Bollettino della Vittoria". Il portale d'accesso, bugnato è chiuso da imponente cancellata bronzea. Ai lati, simmetriche due ali che si elevano su imponente base percorsa dai 1376 nomi dei caduti padovani della Prima Guerra Mondiale. Tutti gli stemmi civici - spiccano quelli di Trieste e Trento - richiamano l'annessione del Trentino-Alto Adige e del Friuli Venezia Giulia al Regno d'Italia. All'apice della facciata, stanno le statue allegoriche della Disciplina, del Lavoro, la Sapienza, il Valore. Il collegamento in stile pseudo rinascimentale al Palazzo degli Anziani fu decorato dal solo Gaetano Samoggia sui temi cari al movimento politico fascista tra le quali la raffigurazione allegorica del motto "libro e moschetto". Spiccano il grifo che regge lo stemma di Padova e il leone che regge il fascio littorio, splendide fusioni bronzee dell'artista bolognese.

## Palazzo delle Debite

Le medievali Prigioni delle Debite prima della ricostruzione

L'edificio faceva originariamente parte del complesso comunale: costruito alla fine del XIII secolo per ospitare le prigioni cittadine venne utilizzato come casa di reclusione sino al Ottocento. Era collegato al Palazzo della Ragione attraverso il Volto delle Debite un cavalcavia occupato da prigioni e uffici tra cui il celebre ufficio della sanità. Nel 1874 lo si ricostruì su progetto di Camillo Boito che lo ripensò in stile eclettico e pseudo medievale. Venne rettificata la costruzione demolendo il Volto. Negli anni '70 venne occupato da alcuni uffici comunali. Proprietà dell'Inps è stato da poco oggetto di alcuni lavori di restauro. Attende una destinazione d'uso.